# Meriones zarudnyi
Meriones zarudnyi је врста глодара из породице мишева и потпородице гербила (лат. Gerbillinae).

## Распрострањење
Врста је присутна у Авганистану, Ирану и Туркменистану.

## Станиште
Врста Meriones zarudnyi има станиште на копну.

## Угроженост
Подаци о распрострањености ове врсте су недовољни.

### Популациони тренд
Популациони тренд је за ову врсту непознат.